# 平塚為広

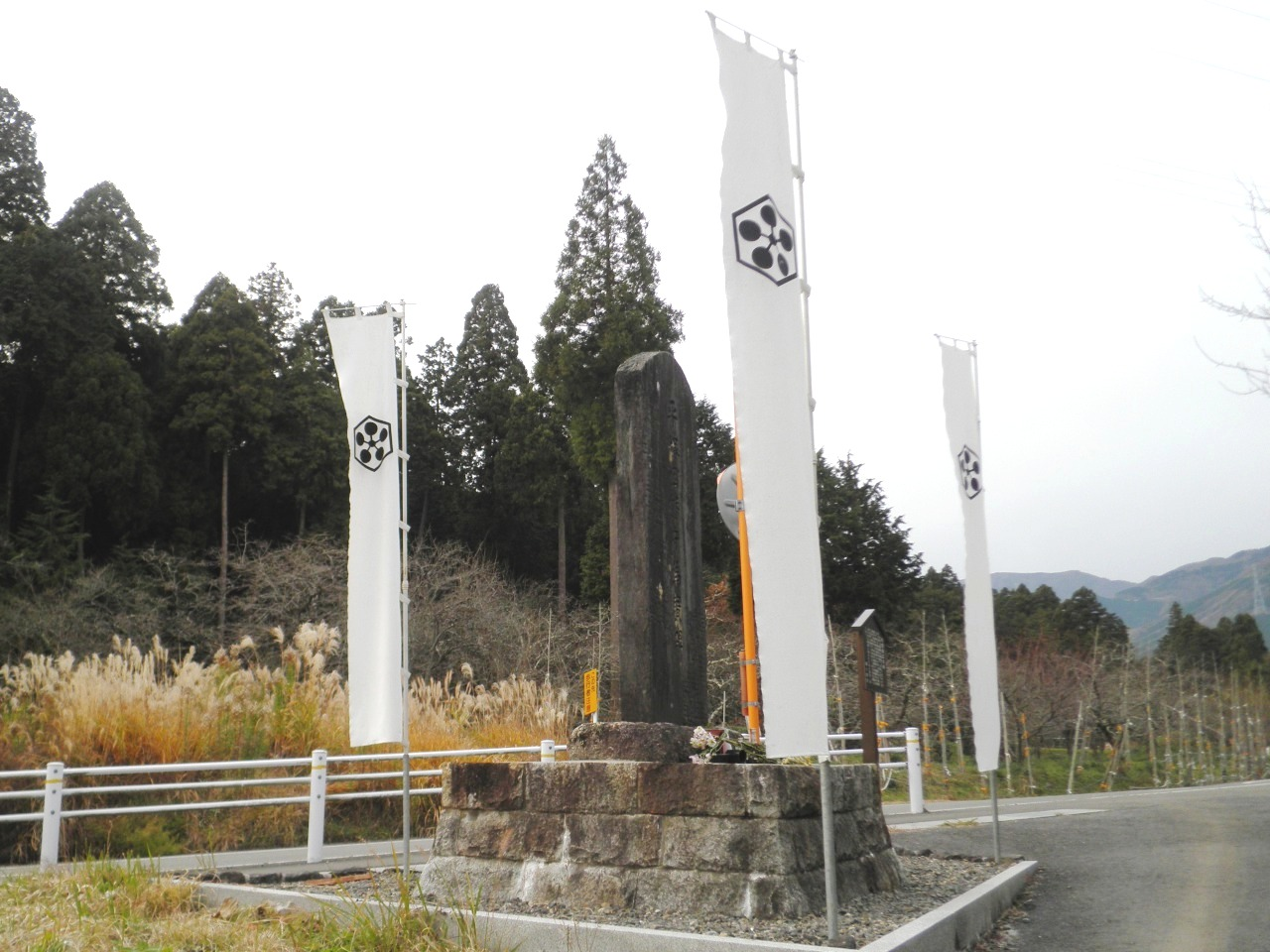
平塚為広の碑（岐阜県不破郡関ケ原町）

平塚 為広（ひらつか ためひろ）は、戦国時代から安土桃山時代の武将、大名。通称は平九郎、因幡守。豊臣秀吉に馬廻として仕え、のちに美濃国垂井城主となる。関ヶ原の戦いでは西軍に属し、戦死した。

## 生涯

### 前半生
平塚氏は三浦氏の一族で、平塚郷を賜ったことからこれを苗字にしたという。『寛政重修諸家譜』が載せる旗本平塚氏の家譜によれば、三浦為重が「武蔵国平塚」を領したことから平塚を家名にしたという。
父は三郎入道無心。
『黒田家譜』によれば、天正5年（1577年）に秀吉が播磨国佐用城の福原氏を攻めた際、秀吉から勘気を被って浪人となり関東に下っていた「平塚藤蔵」という者が黒田孝高に陣借りをして城攻めに加わり、城から落ち延びようとした福原方の武将福原助就（『黒田家譜』では佐用城主として描かれている）を討ち取る手柄を立てて、再び秀吉に仕えたとする話がある。この平塚藤蔵こそがのちに関が原で討死にした平塚因幡守であるという。
為広は後に秀吉の家臣（馬廻）として仕え、小牧・長久手の戦いや小田原征伐に参加して武功を挙げた。天正20年（1592年）からの朝鮮出兵にも参加し、肥前名護屋城に駐屯した。文禄4年（1595年）7月、長年の忠義を認められて8000石を与えられた。慶長3年（1598年）、醍醐の花見にも秀吉の護衛として参加している。また、同年5月には筑前に下向した石田三成に代わって真田信幸の取次も務めている。

### 関ヶ原の戦い
秀吉死後は豊臣秀頼に仕え、慶長5年（1600年）には美濃垂井に1万2000石の所領を与えられ垂井城城主となる。同年の関ヶ原の戦い直前、徳川家康に対して挙兵しようとする三成を大谷吉継と共に佐和山城にて諫言したが聞き入れられず、西軍に与することとなった。伏見城攻めでは軍功を挙げている。のちに吉継に属し北国口の防備に加わり、8月4日（9月11日）には東軍の前田利長に備えるために北庄城に入る。8月下旬、吉継とともに美濃に南進、9月3日（10月9日）に関ヶ原の西南の山中村に着陣。9月14日（10月20日）、吉継より戸田勝成と共に小早川秀秋の動向を探り秀秋に裏切りの気配があれば暗殺するように密命を受けていたが秀秋に事前に暗殺計画を察知されたため、かなわなかったと言われている。

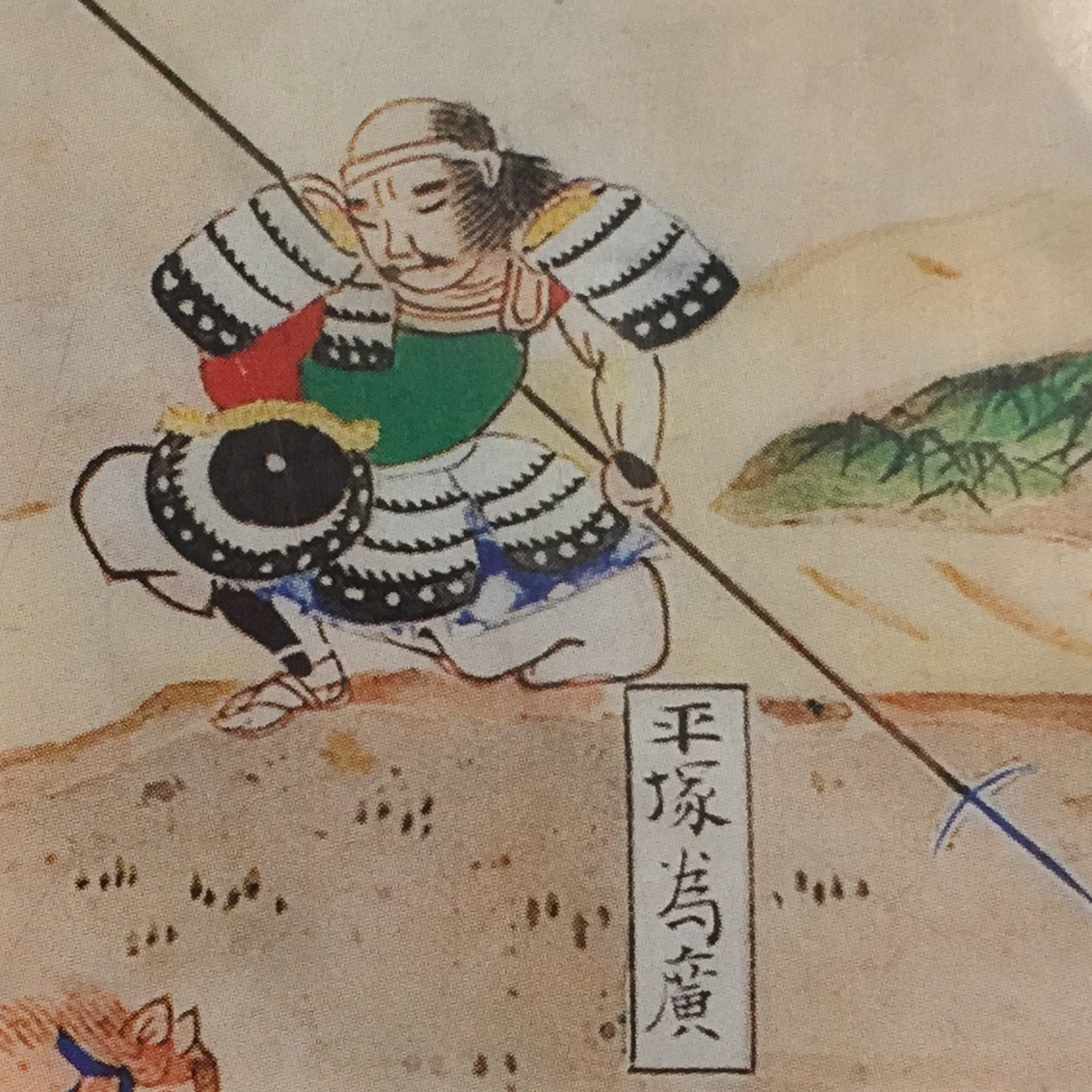
関ヶ原合戦図屏風に描かれた平塚為広。

9月15日（10月21日）の関ヶ原本戦では、吉継に属して前備え360人を率い藤川の台に布陣、裏切った秀秋の部隊を相手にし数度撃退したが、脇坂安治らの裏切りや藤堂隊、京極隊の攻撃に持ちこたえることができず壊滅状態になった。為広はなおも奮闘したが、山内一豊の家臣樫井太兵衛に討たれた。小早川秀秋の家臣横田小半介に討たれたとも言われる。死ぬ前に吉継に辞世の歌（「名のために捨つる命は惜しからじ つひにとまらぬ浮世と思へば」）を送っている。
（大谷吉継は「契りあらば 六の巷に まてしばし おくれ先立つ 事はありとも」と返歌しているが届いたかは不明）

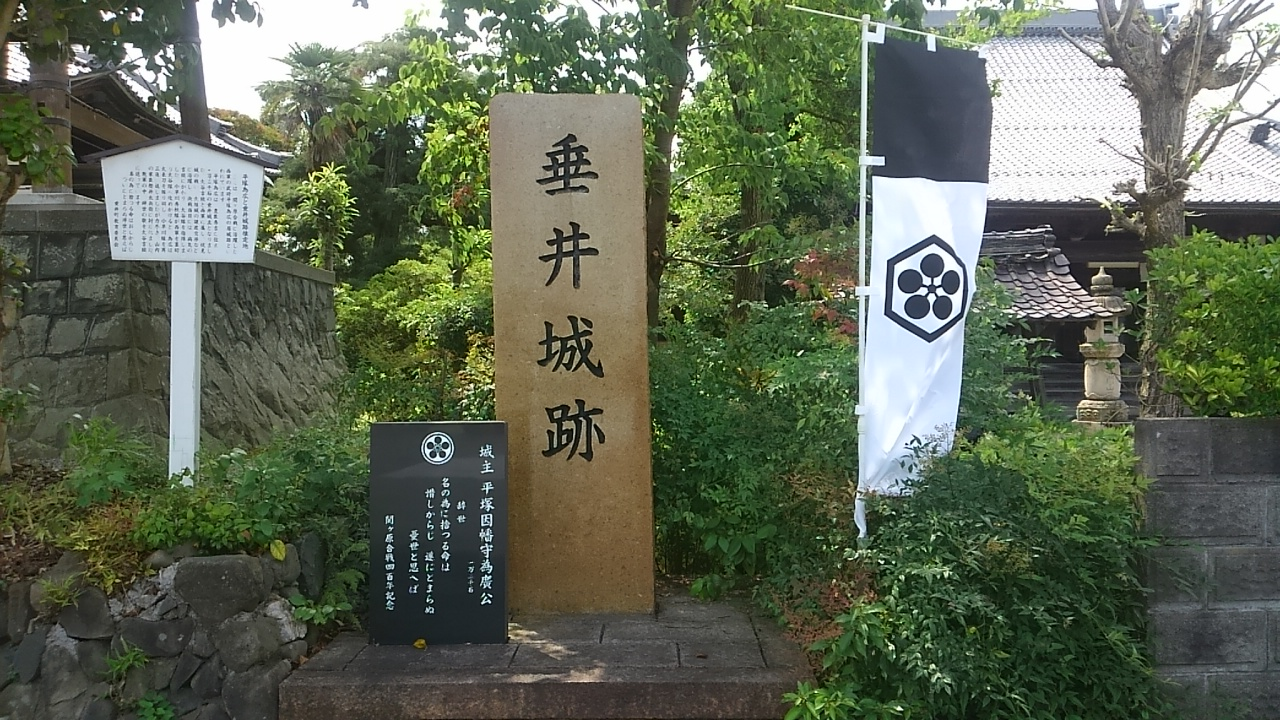
垂井城碑

同合戦で子の庄兵衛も討死したとされる。また、為広と同様に怪力で知られた弟の平塚久賀は生け捕られ、徳川家康の前に引き立てられたが放免されている。
昭和15年（1940年）9月15日、為広の子孫である平塚定二郎（平塚らいてうの父）が、為広が討ち死にした藤川の地に「平塚為広の墓碑」を建立した。

## 子孫
- 嫡男・平塚左馬助（平塚為景？）は大坂夏の陣にも大坂豊臣方として参加、若江の戦いで戦死している。
- 弟とされる平塚久賀の系統は紀州藩に仕えた。久賀の跡を継いだ平塚重近は為広の子という。女性運動家の平塚らいてうは紀州藩平塚家の末裔にあたっており、関ヶ原の「平塚為広の墓碑」の建立にも関わっている。また、紀州藩平塚家の支流には幕府旗本となった家があり、ここから徳川家斉側室の於万の方（勢真院）を出している（後述）。
- 江戸時代中期に成立した『明良洪範』は、為広の娘についてのエピソードを載せる。関ケ原の合戦後、為広の娘は京都に潜伏していたが、京都所司代板倉勝重に探知され、男児2人を乳母に託して逃して自らは逮捕に応じた。しかし、父に劣らぬ大力で知られた彼女は、護送の途中に隠し持っていた鉄棒で与力や同心を撃退(うち4人を撲り殺)し、馬に乗って逃走したという[8][9]。
- 実業家・政治家で運輸大臣を務めた平塚常次郎は、平塚為広の末裔という。

### 紀州藩平塚家・幕臣平塚家
- 『南紀徳川史』によれば、平塚為広の弟である「平塚久賀為景」が紀州藩に仕え、その家を為広の三男である「平塚勘兵衛重近」が養子として継いだ[10]。
  - ただし久賀と為広の関係については伝承が錯綜している。『南紀徳川史』編纂者は、「南陽語叢」という一つの史料の中で、関ヶ原で戦死した平塚因幡守を「久賀の父」「久賀の兄」「久賀の舅」とまちまちに記していると指摘している[10]。
  - 『南紀徳川史』によれば、久賀為景は兄である為広の3人の子（五郎兵衛、熊之助、勘兵衛重近）を連れて徳川頼宣に仕え、寛永4年12月23日に病死した[10]。「久賀」は老人になってから名乗った号といい[10]、和歌山城下の「南休賀町」「北休賀町」は、平塚久賀が屋敷を賜った場所という[10]。
    - 『南紀徳川史』が引く「南陽語叢」が記すところによれば、因幡守の「子」である久賀は、徳川頼宣に「強いて召し呼ばれ」、和歌山に来たものの自らは奉公を辞退し、「忰」の勘兵衛を出仕させた[10]。頼宣は久賀の辞退を認めたものの他国に仕えることも許さず、城下に屋敷を与えて住まわせた[10]。

  - 平塚重近は島原の乱に参戦した。尾藤金左衛門（尾藤知宣の孫）とともに原城本丸に先陣を切って突入し、瀕死の重傷を負った（尾藤金左衛門は戦死した）[10]。『南紀徳川史』が引く「南陽語叢」は、重近は「平塚因幡守吉就が甥」であり「逸物の末」と称えている[10]。重近は延宝7年10月10日に83歳で没し、跡目は子の為好が継承（500石）した[10]。子孫が代々続き、平塚勘兵衛為清（300石）は御先手物頭を務め、弘化元年に養子の為忠に家督を譲った[10]。
    - 女性運動家の平塚らいてうは、この紀州藩平塚家の子孫である。らいてうの自伝『元始、女性は太陽であった』によれば、為広の「弟」である「平塚為景」が紀州藩に仕えたとある。明治を迎えて平塚為忠（らいてうの祖父）が東京に出、平塚定二郎（らいてうの父）は会計検査院の高官になった。

  - 重近の兄弟である五郎兵衛（300石）・熊之助（100石）もそれぞれ家を立てて紀州藩に仕えた[10]が、五郎兵衛の家はのちに断絶した[10]。熊之助の子孫は、正徳6年10月18日、平塚一郎右衛門が小次郎（のちの徳川宗武）の御伴として江戸城に召されて幕臣（300石）となり、伊賀守に叙任された[10]。
- 幕府旗本平塚家は、小次郎に仕えていた平塚近秀（長右衛門、一郎右衛門）が、幕臣（300石）となったことにはじまる[11]。『寛政重修諸家譜』によれば、近秀は病気のため勤めが果たせず、子の為政に家督を譲って隠居させられた[11]。
  - 『寛政重修諸家譜』に収められた旗本平塚家の家譜[11]（系図は平塚近秀から記されている）によれば、為広[注釈 2]の子の「平塚某久賀」が徳川家康に召し出されて徳川頼宣に付けられたとある[11]。近秀は久賀から数えて4代目という[11]。
  - 近秀の子・平塚為政（喜一郎、喜右衛門）は御小納戸頭取・御先手弓頭を務め、伊賀守に叙せられた[11]。
  - 為政の子・平塚為善（主膳、喜右衛門）は徳川家重・家治に仕えて御小納戸頭取・御先手鉄砲頭を務めており、伊賀守に叙されている[11]。
  - 為善の娘の一人は将軍徳川家斉の側室となり、於万の方（勢真院）と呼ばれた[11]。

## 備考
- 滋賀県長浜市平塚町の天神社には、江戸時代後期に描かれた平塚為広の肖像画が伝わり、地元では天神様として祀られていた[12]。為広の肖像画として確認されるは現存唯一のもの（2020年現在）である[13]。裏書きには「慶長五年 平塚因幡守」とあり、平塚長兵衛正順が寄進し、寛政11年（1799年）に平塚左近正高が表具したと記載されている[12]。この肖像画は平塚町自治会が管理していたが、2020年11月に「活用してほしい」として垂井町に寄贈された[13]。
- 居城のあった岐阜県垂井町では、郷土ゆかりの武将として顕彰されている。垂井飲食店組合は、為広をモチーフとするゆるキャラ「たるいのためにゃん」を設定している[14][15]。

## 関連作品
楽曲
- さくらゆき『碧落の天』（作詞：遠野ゆき、作曲：田中俊輔）